# Liste der Staatsstraßen in Unterfranken
Diese Liste der Staatsstraßen in Unterfranken ist eine Auflistung der Staatsstraßen im zu Bayern gehörenden Unterfranken. Als Abkürzung für diese Staatsstraßen dient die Abkürzung St. Die weiteren bayerischen Staatsstraßen stehen auf den folgenden Seiten:
- Liste der Staatsstraßen in Mittelfranken
- Liste der Staatsstraßen in Niederbayern
- Liste der Staatsstraßen in Oberbayern
- Liste der Staatsstraßen in Oberfranken
- Liste der Staatsstraßen in der Oberpfalz
- Liste der Staatsstraßen in Schwaben

Die Bundesautobahnen und Bundesstraßen werden gestalterisch hervorgehoben.

## Liste
Der Straßenverlauf wird in der Regel von Nord nach Süd und von West nach Ost angegeben.
| Nr.      | Verlauf |
| -------- | --- |
| St 507   | St 2309 in Bürgstadt – Eichenbühl – St 521 – Neunkirchen – Landesgrenze – (L 507 in Baden-Württemberg) |
| St 508   | (L 508 in Baden-Württemberg) – Landesgrenze – St 2315 in Kreuzwertheim |
| St 511   | in Heidingsfeld – St 2418 – Reichenberg – Uengershausen – Geroldshausen – St 2295 – Moos – Kirchheim – St 2296 – Landesgrenze – (L 511 in Baden-Württemberg) |
| St 521   | St 507 in Eichenbühl – Riedern – Landesgrenze – (L 521 in Baden-Württemberg) |
| St 537   | St 507 in Neunkirchen – Landesgrenze – (K 2829 im Main-Tauber-Kreis, Baden-Württemberg) |
| St 578   | / – Kist – St 2297 – Landesgrenze – (L 578 in Baden-Württemberg) |
| St 1003  | St 2269 in Aub – Landesgrenze – (L 1003 in Baden-Württemberg) |
| St 2256  | St 2268 – Landesgrenze – (L 2256 in Baden-Württemberg) – Landesgrenze – (St 2256 in Mittelfranken) – Bezirksgrenze – St 2257 |
| St 2257  | St 2260 in Geiselwind – St 2256 – Haag – Bezirksgrenze – (St 2257 in Mittelfranken) |
| St 2258  | St 2274 in Eltmann – Unterschleichach – St 2276 – Fabrikschleichach – Karbach – Untersteinbach – St 2274 – Bezirksgrenze – (St 2258 in Oberfranken) – Bezirksgrenze – Füttersee – St 2260 |
| St 2260  | – Kürnach – Seligenstadt – St 2270 – Prosselsheim – Vogelsburg – Astheim – St 2271 – Volkach – St 2271 – St 2274 – Eichfeld – Laub – Prichsenstadt – St 2420 – St 2272 – Geesdorf – St 2272 – Rüdern – Gräfenneuses – Freizeit-Land Geiselwind – Geiselwind – St 2257 – St 2258 – Wasserberndorf – Bezirksgrenze – (St 2260 in Oberfranken) |
| St 2265  | (L 1125 in Thüringen) – Landesgrenze – Leubach – in Oberfladungen |
| St 2266  | in Schonungen – Marktsteinach – Löffelsterz – Kreuzthal – |
| St 2267  | St 2289 in Wildflecken – Langenleiten – St 2290 – Premich – St 2292 in Steinach an der Saale |
| St 2268  | – Riedenheim – St 2422 – Röttingen – St 2269 – Bieberehren – St 2256 – Klingen – Landesgrenze – (L 2251 in Baden-Württemberg) |
| St 2269  | – Hopferstadt – Oellingen – St 2422 – Aub – St 1003 – Baldersheim – Aufstetten – St 2268 – Röttingen – Landesgrenze – (L 2251 in Baden-Württemberg) |
| St 2270  | St 2447 – St 2277 – St 2447 – Hergolshausen – Theilheim – Schwanfeld – Dipbach – Püssensheim – Prosselsheim – St 2260 – Neusetz – Schnepfenbach – Brück – Dettelbach – St 2450 – Mainstockheim – Kitzingen – St 2272 – Sulzfeld am Main – St 2273 – Segnitz – Frickenhausen am Main – Ochsenfurt – St 2418 – Gaukönigshofen – Wolkshausen – in Euerhausen |
| St 2271  | St 2272 in Schweinfurt – Schwebheim – St 2277 – Unterspiesheim – Kolitzheim – Gaibach – Volkach – St 2260 – Gerlachshausen – Schwarzach am Main – St 2450 – Hörblach – Etwashausen – St 2272 – Kitzingen – St 2272 – Hohenfeld – Marktsteft – St 2420 – Marktbreit – St 2273 – St 2418 – Enheim – |
| St 2272  | St 2449 – Randersacker – Theilheim – Westheim – Kaltensondheim – Kitzingen – St 2270 – St 2271 – St 2271 – Großlangheim – Kleinlangheim – Feuerbach – St 2421 – Wiesentheid – St 2420 – St 2260 – Geesdorf – St 2260 – Kirchschönbach – Altenschönbach – Siegendorf – Breitbach – Oberschwarzach – Mutzenroth – Wiebelsberg – Gerolzhofen – St 2274 – St 2275 – Alitzheim – Sulzheim – Grettstadt – St 2447 in Schweinfurt |
| St 2273  | St 2270 – Segnitz – St 2271 in Marktbreit |
| St 2274  | St 2260 in Volkach – Obervolkach – Krautheim – Frankenwinheim – Gerolzhofen – St 2272 – Dingolshausen – Michelau im Steigerwald – St 2426 – Geusfeld – Wustviel – Untersteinbach – St 2258 – Theinheim – Falsbrunn – Prölsdorf – St 2279 – Schindelsee – Dankenfeld – Kirchaich – St 2276 – Trossenfurt – St 2276 – Eltmann – St 2258 – St 2277 – St 2447 – Ebelsbach – St 2277 – Gleisenau – Breitbrunn – Kirchlauter – St 2281 – Salmsdorf – Bezirksgrenze – (St 2274 in Oberfranken) – Bezirksgrenze – in Rentweinsdorf       |
| St 2275  | St 2445 in Mellrichstadt – St 2429 (– Abzweig zur /) – Hendungen – Rappershausen – Rothausen – Höchheim – St 2280 – Irmelshausen – Ottelmannshausen – St 2282 – Bad Königshofen im Grabfeld – St 2282 – Gabolshausen – Aub – Bundorf – Kimmelsbach – Stöckach – St 2284 – Eichelsdorf – Hofheim in Unterfranken – St 2281 – Rügheim – Römershofen – Oberhohenried – St 2278 – Haßfurt – St 2447 – St 2276 – Wonfurt – Steinsfeld – St 2426 – St 2277 – Donnersdorf – St 2277 – St 2426 – Mönchstockheim – St 2272 in Gerolzhofen |
| St 2276  | St 2275 – Mariaburghausen – Knetzgau – St 2277 – St 2427 – Zell am Ebersberg – Oberschleichach – Unterschleichach – St 2258 – Tretzendorf – Trossenfurt – St 2274 – Kirchaich – St 2274 – Bezirksgrenze – (St 2276 in Oberfranken) |
| St 2277  | in Arnstein – Schwebenried – St 2433 – Vasbühl – Ebenhausen – St 2446 – Schnackenwerth – St 2446 – Bergrheinfeld – St 2447 – Grafenrheinfeld – Röthlein – St 2271 in Schwebheim – … – St 2272 in Gochsheim – Weyer (– Abzweig zur /) – Untereuerheim – Obereuerheim – Pusselsheim – Donnersdorf – St 2275 – Oberschwappach – Westheim – Knetzgau – St 2276 – Sand am Main – Limbach – Eltmann – St 2274 – St 2447 – Ebelsbach – St 2274 – Stettfeld – St 2281 – Bezirksgrenze – (St 2277 in Oberfranken)                         |
| St 2278  | St 2275 in Oberhohenried – Königsberg in Bayern – St 2281 – Altershausen – St 2427 – Hofstetten – St 2281 – Jesserndorf – Gemünd – Unterpreppach – Ebern – Untermerzbach – Bezirksgrenze – (St 2278 in Oberfranken) |
| St 2279  | St 2274 in Prölsdorf – Bezirksgrenze – (St 2279 in Oberfranken) |
| St 2280  | St 2275 in Höchheim – Gollmuthhausen – Waltershausen – Saal an der Saale – Kleineibstadt – St 2282 – Kleinbardorf – Sulzfeld – Oberlauringen – Stadtlauringen – St 2281 – Ballingshausen – Thomashof – in Schweinfurt |
| St 2281  | St 2282 – Poppenlauer – St 2281a – Maßbach – Rothhausen – St 2280 – Stadtlauringen – St 2280 – Sulzdorf – Wettringen – Aidhausen – Kerbfeld – Lendershausen – Hofheim in Unterfranken – St 2275 – Ostheim – Junkersdorf – Unfinden – St 2278 in Königsberg in Bayern – … – St 2278 – Bühl – Köslau – Pettstadt – Kirchlauter – St 2274 – Kottendorf – Lußberg – Rudendorf – Bezirksgrenze – (St 2281 in Oberfranken) |
| St 2281a | – St 2281 |
| St 2282  | in Münnerstadt – Althausem – St 2281 – Brünn – Kleinwenkheim – Großwenkheim – Großbardorf – St 2280 – Kleinbardorf – St 2280 – Merkershausen – Bad Königshofen im Grabfeld – St 2275 – Eyershausen – St 2281 – Trappstadt – Landesgrenze – (L 1133 in Thüringen) |
| St 2283  | (L 1131 in Thüringen) – Landesgrenze – St 2282 – Trappstadt – Alsleben – in Obereßfeld |
| St 2284  | St 2275 – Schweinshaupten – Birkenfeld – Ermershausen – Maroldsweisach – Allertshausen – St 2428 – Landesgrenze – (L 1134 in Thüringen) |
| St 2286  | (L 3395 in Hessen) – Landesgrenze – St 2288 – Oberelsbach – St 2289 – Unterelsbach – Simonshof – Bastheim – St 2292 – Wechterswinkel – St 2292 – St 2445 in Unsleben |
| St 2287  | (L 3476 in Hessen) – Landesgrenze – St 2288 |
| St 2288  | in Fladungen – St 2287 – St 2286 – Bauersberg – Bischofsheim in der Rhön – St 2289 – Sandberg – St 2290 – Schmalwasser – St 2267 |
| St 2289  | (L 2289 in Hessen) – Landesgrenze – Zeitlofs – Trübenbrunn – Rupboden – Schmidthof – Wernarz – Staatsbad Brückenau – St 3180 – Bad Brückenau – St 2790 – Römershag – Riedenberg – Oberbach – Wildflecken – St 2267 – in Oberweißenbrunn – … – St 2288 in Bischofsheim in der Rhön – Weisbach – Sondernau – Oberelsbach – St 2286 – Urspringen – Sondheim vor der Rhön – in Nordheim vor der Rhön |
| St 2290  | St 2288 in Sandberg – Waldberg – St 2267 – Stangenroth – Burkardroth – St 2430 – Lauter – Katzenbach – Hassenbach – Oberthulba – St 2291 – Wittershausen – Aura an der Saale – Euerdorf – Sulzthal – Obbach – in Euerbach |
| St 2291  | St 2790 in Untererthal – Obererthal – Thulba – Reith – Oberthulba – St 2290 – |
| St 2292  | St 2445 in Mellrichstadt – Frickenhausen – St 2286 – Wechterswinkel – St 2286 – Wollbach – St 2445 – Bad Neustadt an der Saale – St 2445 – Unterebersbach – Steinach an der Saale – St 2267 – Hohn – Aschach – St 2430 – Großenbrach – Kleinbrach – Hausen – St 2792 – in Bad Kissingen |
| St 2293  | St 2302 in Waizenbach – Diebach – St 2790 in Hammelburg – … – – Fuchsstadt – Greßthal – |
| St 2294  | – Lager Hammelburg – Gauaschach – Büchold – Heugrumbach – Arnstein – St 2277 – Gramschatz – Rimpar – Versbach – / in Würzburg |
| St 2295  | St 511 in Geroldshausen – Albertshausen – |
| St 2296  | St 578 – Limbachshof – Kleinrinderfeld – St 511 in Kirchheim |
| St 2297  | (L 2297 in Baden-Württemberg) – Landesgrenze – Steinbach – Unteraltertheim – Oberaltertheim – Landesgrenze – (L 2297 in Baden-Württemberg) – Landesgrenze – St 578 |
| St 2298  | – Hettstadt – St 2436 – St 2300 |
| St 2299  | St 2300 – St 2310 – Billingshausen – Birkenfeld – Karbach – St 2438 – Marktheidenfeld – Lengfurt – Homburg am Main – Landesgrenze – (L 617 in Baden-Württemberg) |
| St 2300  | St 2435 in Mühlbach – St 2438 – Kleinlaudenbach – Laudenbach – Himmelstadt – St 2437 – Zellingen – St 2299 – Erlabrunn – Margetshöchheim – Zell am Main – St 2298 – Zellerau – in Würzburg |
| St 2301  | in Wernfeld – Sachsenheim – Gössenheim – Eußenheim – Schönarts – in Stetten |
| St 2302  | St 511 in Neuwirtshaus – Neudorf – Schwärzelbach – Wartmannsroth – Waizenbach – St 2293 – Gräfendorf – Schonderfeld – Wolfsmünster – St 2434 – Schönau – in Gemünden am Main |
| St 2303  | (L 2303 in Hessen) – Landesgrenze – Aura im Sinngrund – Fellen – Burgsinn – St 2304 – Rieneck – Schaippach – Gemünden am Main – St 2302 – |
| St 2304  | (L 2304 in Hessen) – Landesgrenze – Obersinn – Mittelsinn – St 2303 in Burgsinn |
| St 2305  | (L 3308 in Hessen) – Landesgrenze – Emmerichshofen – Michelbach – St 2444 – St 3202 – Niedersteinbach – Mömbris – St 2309 – Schimborn – St 2307 – Kaltenberg – Erlenbach – Blankenbach – Schöllkrippen – St 2306 – Großlaudenbach – Großkahl – Wesemichshof – Glashüttenhof – Bamberger Mühle – Wiesen – St 2905 – Schwartel – Hofraith – in Frammersbach |
| St 2306  | (L 2306 in Hessen) – Landesgrenze – Geiselbach – St 3269 – Hofstädten – Schneppenbach – St 2305 in Schöllkrippen |
| St 2307  | St 2305 in Schimborn – Hösbach – Hösbach-Bahnhof – Unterbessenbach – Keilberg – St 2312 in Straßbessenbach |
| St 2308  | / – Obernburg am Main – Elsenfeld – St 2808 – St 2309 – Rück – Himmelthal – St 2441 – Eschau – Hobbach – St 2317 – Höllhammer – Heimbuchenthal – Mespelbrunn – Hessenthal – St 2312 – Weibersbrunn – St 2317 |
| St 2309  | St 2305 – Heimbacher Mühle – St 2443 – Reichenbach – Johannesberg – Oberafferbach – Glattbach – Aschaffenburg – … – Aschaffenburg – Obernau – Sulzbach am Main – St 2313 – Kleinwallstadt – St 2808 – St 2308 – Elsenfeld – St 2808 – St 2308 – Erlenbach am Main – Klingenberg am Main – St 3259 – Röllfeld – Großheubach – St 2441 – St 2309n – Miltenberg – St 2310 – Bürgstadt – St 2309n – St 507 – Geisenhof – Landesgrenze – (L 518 in Hessen)                                                                            |
| St 2309n | St 2441 – St 2309 – Miltenberg – St 2309/St 2310 in Bürgstadt |
| St 2310  | in Kleinheubach – Miltenberg – St 2309 – St 2309n – Bürgstadt – Landesgrenze – (L 2310 in Baden-Württemberg) – Landesgrenze – Wüstenzell – Holzkirchen – Holzmühle – Uettingen – Greußenheim – Leinach – St 2299 |
| St 2311  | in Amorbach – Kirchzell – Ottorfszell – Landesgrenze – (L 2311 in Hessen) – Landesgrenze – Staatsstraße ohne Anschluss an eine klassifizierte Straße – Landesgrenze – (L 2311 in Hessen) |
| St 2312  | in Aschaffenburg – Haibach – Grünmorsbach – Straßbessenbach – St 2307 – Oberbessenbach – Hessenthal – St 2308 – Echterspfahl – St 2317 – St 2316 – Torhaus Aurora – Straßlücke – Esselbach – Kredenbach – |
| St 2315  | in Lohr am Main – St 2437 – Rodenbach am Main – Neustadt am Main – Rothenfels – Hafenlohr – Altfeld – Unterwittbach – Kreuzwertheim – St 508 – St 2316 – Hasloch – Faulbach – Brasselburg – Stadtprozelten – Dorfprozelten – Collenberg – Kirschfurt – Landesgrenze – (L 2315 in Baden-Württemberg) |
| St 2316  | – St 2312 – Schollbrunn – St 2315 in Hasloch |
| St 2317  | in Partenstein – Krommenthal – Neuhütten – Heigenbrücken – Rothenbuch – St 2308 – St 2312 – St 2312 – Wintersbach – Neuhammer – St 2308 |
| St 2418  | St 511 in Heidingsfeld – Winterhausen – Goßmannsdorf am Main – Ochsenfurt – St 2270 – St 2271 – Marktbreit – Obernbreit – Iffigheim – Seinsheim – St 2419 – Hüttenheim in Bayern – St 2419 – Nenzenheim – Dornheim – Hellmitzheim – |
| St 2419  | in Mainbernheim – Willanzheim – Markt Herrnsheim – Hüttenheim in Bayern – St 2418 – Seinsheim – St 2418 – Bezirksgrenze – (St 2419 in Mittelfranken) |
| St 2420  | in Neuses am Sand – St 2260 – Prichsenstadt – St 2260 – Wiesentheid – St 2272 – Rüdenhausen – St 2421 – Wiesenbronn – Rödelsee – Mainbernheim – St 2419 – Michelfeld – St 2261 in Marktsteft |
| St 2421  | in Düllstadt – Atzhausen – Feuerbach – St 2272 – Rüdenhausen – St 2420 – Greuth – Bezirksgrenze – (St 2421 in Mittelfranken) |
| St 2422  | St 2268 in Riedenheim – Gelchsheim – St 2269 in Oellingen |
| St 2426  | St 2447 – St 2275 – St 2277 – Donnersdorf – St 2277 – St 2275 – Falkenstein – Altmannsdorf – Hundelshausen – St 2274 in Michelau im Steigerwald |
| St 2427  | St 2278 – Krum – Zeil am Main – St 2447 – St 2276/St 2277 |
| St 2428  | St 2284 – Allertshausen – Eckartshausen – Wasmuthhausen – in Hafenpreppach |
| St 2429  | St 2275 – Bahra – Junkershausen – in Wülfershausen an der Saale |
| St 2430  | St 2290 in Burkardroth – Zahlbach – Aschach – St 2292 |
| St 2431  | St 2790 in Unterleichtersbach – Einraffshof – Schondra – |
| St 2432  | (L 3430 in Hessen) – Landesgrenze – St 2790 in Motten |
| St 2433  | / – Schwemmelsbach – Wülfershausen – Burghausen – St 2277 in Schwebenried |
| St 2434  | St 2302 – Seifriedsburg – Aschenroth – |
| St 2435  | St 2437 in Sendelbach – Steinbach – Wiesenfeld – Mühlbach – St 2300 – in Karlstadt |
| St 2436  | St 2298 – St 2312 in Waldbüttelbrunn |
| St 2437  | St 2315 in Lohr am Main – St 2435 – Sendelbach – Hausen – Steinfeld – Stadelhofen – St 2438 – Duttenbrunn – St 2439 – St 2300 – Zellingen – Retzbach – in Thüngen |
| St 2438  | St 2299 – Zimmern – Roden – Urspringen – St 2439 – St 2437 – Stadelhofen – St 2437 – St 2300 in Mühlbach |
| St 2439  | St 2438 – St 2437 in Duttenbrunn |
| St 2440  | (L 508 in Baden-Württemberg) – Landesgrenze – St 2315 in Kreuzwertheim (jetzt St 508) |
| St 2441  | St 2308 – Mönchberg – Röllbach – Großheubach – St 2309 – St 2309n – in Kleinheubach |
| St 2443  | St 3308 in Dettingen am Main – Hörstein – Hohl – St 2309 |
| St 2445  | (L 3019 in Hessen) – Landesgrenze – Eußenhausen – Mellrichstadt – St 2275 – St 2292 – Oberstreu – Mittelstreu – Unsleben – St 2286 – Bad Neustadt an der Saale – St 2292 – Salz – Niederlauer – Burglauer – |
| St 2446  | / – Geldersheim – St 2277 – Schnackenwerth – St 2277 – / |
| St 2447  | / – Werneck – Ettleben – St 2270 – Bergrheinfeld – St 2277 – St 2270 – Oberndorf – Schweinfurt – St 2272 – Mainberg – Schonungen – St 2266 – Gädheim – Ottendorf – Untertheres – St 2426 – Obertheres – Wülflingen – Haßfurt – St 2275 – Kleinaugsfeld – St 2427 – Zeil am Main – St 2427 – Ziegelanger – Steinbach – Ebelsbach – St 2274 – Eltmann – / |
| St 2449  | / – St 2272 bei Randersacker – in Würzburg |
| St 2450  | – Dettelbach Bahnhof – Dettelbach – St 2270 – Schwarzenau – /St 2271 |
| St 2790  | (L 2790 in Hessen) – Landesgrenze – Motten – Kothen – Speicherz – / – St 2289 in Bad Brückenau – Buchrasen – Oberleichtersbach – Unterleichtersbach – St 2431 – Untergeiersnest – Neuwirtshaus – St 2302 – Untererthal – St 2291 – Hammelburg – St 2293 – |
| St 2792  | – Wildpark Klaushof – St 2292 in Bad Kissingen |
| St 2805  | St 3308/St 3309 in Kahl am Main – |
| St 2808  | St 2309 – Elsenfeld – St 2308/St 2309 |
| St 2905  | (L 2905 in Hessen) – Landesgrenze – St 2305 in Wiesen |
| St 3115  | (L 3115 in Hessen) – Landesgrenze – Großostheim – in Aschaffenburg |
| St 3180  | (L 3180 in Hessen) – Landesgrenze – St 2289 im Staatsbad Brückenau |
| St 3202  | (L 3202 in Hessen) – Landesgrenze – Albstadt – St 3339 – St 2305 in Michelbach |
| St 3258  | (L 3258 in Hessen) – Landesgrenze – St 2790 |
| St 3259  | (L 3259 in Hessen) – Landesgrenze – – Trennfurt – St 2309 in Klingenberg am Main |
| St 3269  | (L 3269 in Hessen) – Landesgrenze – St 2306 in Geiselbach |
| St 3308  | (L 3308 in Hessen) – Landesgrenze – Kahl am Main – St 2805 – St 3309 – Karlstein am Main – Dettingen – St 2443 – / |
| St 3309  | (L 3309 in Hessen) – Landesgrenze – St 2805/St 3308 in Kahl am Main |
| St 3339  | St 3202 in Albstadt – Landesgrenze – (L 3339 in Hessen) |
| St 3396  | (L 3396 in Hessen) – Landesgrenze – |